# Nativos havaianos
Nativos havaianos (em havaiano:  kānaka ʻōiwi, kānaka maoli, Hawaiʻi maoli) são os polinésios nativos do Havaí e seus descendentes. Conforme o censo dos Estados Unidos de 2010, 527 077 estadunidenses se consideram nativos havaianos, sendo que 156 146 se consideram apenas nativos havaianos, em detrimento de outras identidades.

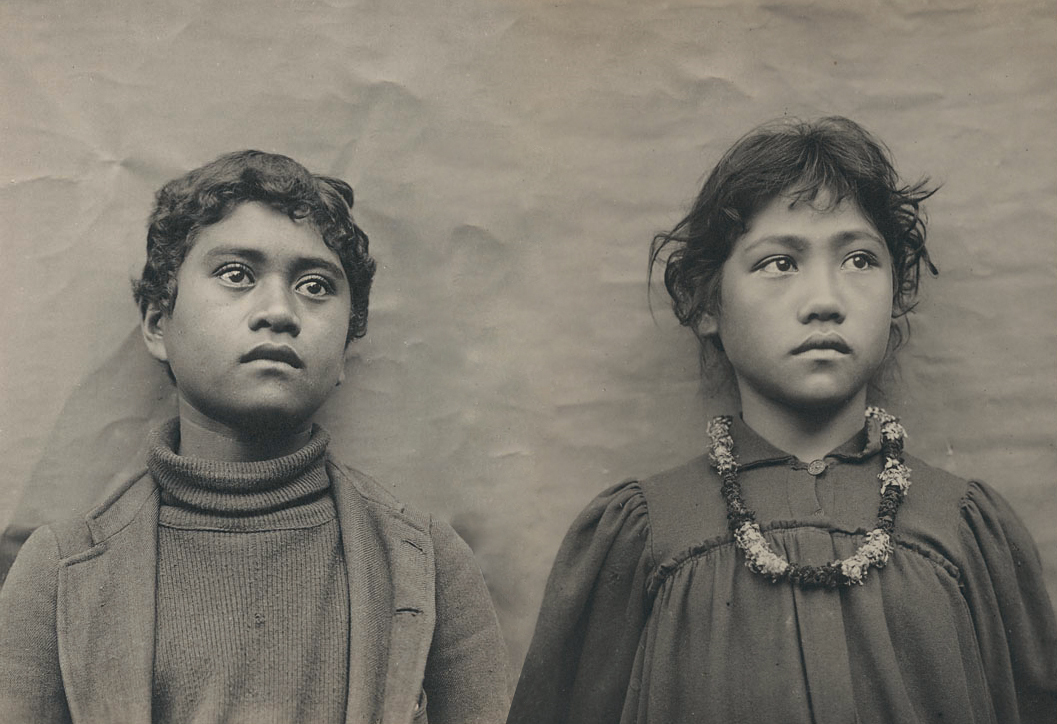
Alunos nativos havaianos, fotografados em 1900

## Línguas
A língua ancestral dos havaianos é a língua havaiana, mas esta apenas é dominante em detrimento de idiomas de matriz ocidental na ilha de Niihau. A maioria fala pidgin havaiano, que, apesar do nome, não é tecnicamente um pidgin, mas um crioulo de base inglesa. O inglês propriamente dito também tem grande importância.